# زما ابی
زما ابی (انگلیسی: Zema Abbey؛ زادهٔ ۱۷ آوریل ۱۹۷۷) یک بازیکن فوتبال اهل بریتانیا است.
از باشگاه‌هایی که در آن بازی کرده‌است می‌توان به باشگاه فوتبال برادفورد سیتی، باشگاه فوتبال بارتون راورز، باشگاه فوتبال هیتچین تاون، باشگاه فوتبال تورکی یونایتد، باشگاه فوتبال بوستون یونایتد، باشگاه فوتبال فارست گرین راورز، باشگاه فوتبال وایکام واندررز، باشگاه فوتبال نورویچ سیتی، و باشگاه فوتبال کمبریج یونایتد اشاره کرد.